# مومير سافيتش
مومير سافيتش (مواليد 21 يناير 1951 في درينسكو، فيزيغراد) هو قائد شبه عسكري من صرب البوسنة والهرسك أدين بارتكاب جرائم حرب أثناء التطهير العرقي لمنطقة فيزيغراد بشرق البوسنة والهرسك خلال حرب البوسنة والهرسك 1992-1995.

## الجرائم
كان مومير سافيتش زميل مقرب من ميلان لوكيتش المعروف بمسؤوليته عن حملة الإرهاب الموجهة ضد المدنيين البوسنيين في مدينة فيسيغراد ذات الموقع الاستراتيجي والبلدية المحيطة في ربيع وصيف عام 1992 كجزء من التطهير العرقي للسكان البوسنيين من منطقة بودرينيا بشرق البوسنة والهرسك.
اتهمت محكمة جرائم الحرب في محكمة البوسنة والهرسك سافيتش باضطهاد السكان المدنيين البوسنيين على أسس سياسية وقومية وعرقية ودينية بين أبريل وسبتمبر 1992 كعضو في وحدة شبه عسكرية في ذلك الوقت فيلق أوجيتشي من جيش يوغوسلافيا الشعبي السابق العمليات في منطقة فيسيغراد وبعد ذلك كقائد للسرية الثالثة من لواء فيسيغراد التابع لجيش جمهورية صرب البوسنة. وبحسب لائحة الاتهام فقد ارتكب هذه الجرائم بأمره وارتكابه والمشاركة مع أفراد آخرين في جرائم قتل وترحيل قسري وسجن وتعذيب واغتصاب. وقد اتُهم بعدم منع أو معاقبة أفعال من هم تحت إمرته.
شملت الجرائم المحددة التي اتهم بارتكابها استجواب وضرب 4 من المدنيين البوسنيين ونهب وإحراق منازل اثنين من المدنيين البوسنيين بصفتهما عضوا في مجموعة من عدة جنود صرب في قرية ميريميشلي في 29 أبريل. في 23 مايو في مستوطنة درينسكو أخذ هو ومجموعة من الجنود الصرب الآخرين 10 مدنيين بوسنيين من منازلهم واستجوبوهم وعاملوهم بوحشية ثم اقتادوهم إلى تلة كيك في غابة بوشني دو وأطلقوا النار عليهم. في 25 مايو عندما تعرض أحد مجموعة المدنيين البوسنيين الأسرى للضرب على يد سافيتش وحاولت مجموعة من الجنود الصرب الآخرين الفرار أطلق سافيتش النار عليه وقتله. بشكل فردي بين 7 يونيو وأواخر سبتمبر 1992 ذهب في مناسبات عديدة مسلحا بالكامل إلى منزل امرأة بوسنية حيث اغتصبها وهددها بألا تخبر أحدا.
كما اتهمت باكرة هاسيتشيتش سافيتش بارتكاب جريمة الاغتصاب وضحايا جرائم الحرب وهي منظمة رابطة النساء ضحايا الحرب بالمسؤولية عن اختفاء صبي يُدعى هيمزو (حامد) أوبراسيك من طابور يضم 800 مدني. طردوا من قرية أوكروغلا وارتكبوا جرائم «مروعة وشنيعة» والإشراف عليها في منطقة رودو. عملت النساء من ضحايا الحرب بإصرار لعدد من السنوات لضمان تقديم سافيتش إلى العدالة.
كما تم التعرف على سافيتش من قبل الناجين باعتباره أحد المرافقين المسلحين الذين شاركوا في إعدام ما لا يقل عن 50 سجين من المدنيين البوسنيين في وادي باكلينيك في 15 يونيو 1992.

## المحاكمة
اتُهم سافيتش بارتكاب جرائم ضد الإنسانية بموجب المادة 172 (1) (ح) (الاضطهاد) من القانون الجنائي للبوسنة والهرسك التي تنطوي على ما يلي: أ) حرمان شخص آخر من حياته (القتل) د) الترحيل أو الإكراه نقل السكان هـ) السجن أو الحرمان الشديد من الحرية الجسدية بشكل ينتهك القواعد الأساسية للقانون الدولي و) التعذيب ز) إكراه شخص آخر بالقوة أو بالتهديد بالهجوم الفوري على حياته أو طرفه أو حياته أو طرفه من شخص قريب منه أو لممارسة الجنس أو فعل جنسي معادل (الاغتصاب) ط) الاختفاء القسري للأشخاص ك) الأفعال اللاإنسانية الأخرى ذات الطابع المماثل التي تسبب عمدا في معاناة شديدة أو إصابة خطيرة بالجسد أو جسديا أو عقليا صحة. كل ذلك بالاقتران مع المادة 180 (1) (2) (المسؤولية الجنائية الفردية والقيادية) من قانون الجرائم الجنائية في البوسنة والهرسك.
دفع ببراءته. بدأت المحاكمة في 12 أغسطس 2008 وفي 2 يوليو 2009 أصدرت محكمة جرائم الحرب البوسنية حكم ابتدائي ووجدت سافيتش مذنب بارتكاب جرائم ضد الإنسانية وحكمت عليه بالسجن 18 عام.

## الهروب
عُقدت جلسة هيئة الاستئناف التابعة للقسم الأول لجرائم الحرب بالمحكمة في 19 فبراير 2010. في يونيو 2010 عندما تم الإعلان عن تأكيد إدانة سافيتش وفشل في الاستجابة لشروط الكفالة المحددة وقت إطلاق سراحه من السجن في أواخر عام 2008 أثناء الاستئناف. ولم يشاهد منذ ذلك الحين. تعرض القاضي سابان ماكسوميتش رئيس محكمة جرائم الحرب البوسنية لانتقادات شديدة لسماحه لسافيتش بالبقاء طليقا في انتظار النطق بالحكم.